# エスビー食品陸上競技部員交通死亡事故
エスビー食品陸上競技部員交通死亡事故（エスビーしょくひんりくじょうきょうぎぶいんこうつうしぼうじこ）は、1990年8月23日に北海道常呂郡常呂町（現・北見市）で発生し、エスビー食品陸上競技部員の金井豊、谷口伴之らが死亡した交通事故。

## 概要
1990年8月23日午後1時頃、北海道常呂郡常呂町の国道238号線で合宿を終えて女満別空港へ移動中のエスビー食品陸上競技部員を乗せたワゴン車が対向車線にはみ出し、前から走っていたトラックと正面衝突し、ワゴン車は道路下に転落し大破した。この事故でワゴン車に乗っていた部員の金井豊と谷口伴之、コーチとマネージャーの4名とトラック運転手の計5名が死亡。ワゴン車を運転していた大学生ほか2名が重傷を負った。事故当時道路は雨で濡れていてハンドル操作を誤ったのが原因とされる。ワゴン車を運転していた大学生は事故の3ヶ月前に運転免許を取得したばかりだった。
エスビー食品陸上競技部監督の瀬古利彦は合宿先の宿舎に留まっており、事故車に乗っておらずに結果として難を逃れる形になった。この年の9月に行われる1990年アジア競技大会（中国・北京）で金井は5000mと10000m、谷口はマラソンの日本代表としてメダルが期待されていた。

## 原因
当初は事故車を運転していた大学生の居眠り運転が原因とされたが、出発から数分後に発生したため「その線は考えられない」との見方だった。事故車のタイヤがかなり擦り減っていたこと、現場の道路がスパイクタイヤの使用により削られていた「スパイク禍」になっていたこと、事故当時の天気が雨で道路に水がたまりやすく、タイヤが滑りやすい状態になっていたことが挙げられ、いくつかの不幸な要素による事故であった。また、免許を取ったばかりの大学生に運転を任せたことにも疑問の声が上がった。

## その後
事故からちょうど1年後の1991年8月23日に現場近くに慰霊碑が建てられ、遺族や関係者が出席して除幕式が行われた。
事故後も常呂町での合宿は続けられ、合宿先の自治体の職員が移動の際の運転を行うようになった。
監督の瀬古は監督室に事故で亡くなった4人の遺影を飾り、事故から14年後の2004年、エスビー食品所属の国近友昭がアテネ五輪男子マラソンに出場した際には4人の遺族をアテネ五輪の競技観戦に招待した。